# Back Roads
Pour plus de détails, voir Fiche technique et Distribution.
Back Roads est un film américain réalisé par Martin Ritt, sorti en 1981.

## Synopsis
Amy Post est une prostituée à Mobile, en Alabama. Un soir, elle reçoit Elmore Pratt, un ex-boxeur qui vient d'être renvoyé de son travail. Il ne peut pas la payer pour les services rendus. Pratt frappe un policier en civil. Lui et Amy partent ensemble, dans l'intention de se diriger vers la Californie, se chamaillant en cours de route.

## Fiche technique
- Réalisation : Martin Ritt
- Scénario : 	Gary DeVore
- Producteur : Ronald Shedlo
- Photographie : John A. Alonzo
- Montage : Sidney Levin
- Musique : Henry Mancini
- Société de production : CBS Theatrical Films
- Distributeur : Warner Bros.
- Genre : Comédie romantique
- Durée : 90 minutes
- Date de sortie : 
  - États-Unis : 13 mars 1981[1]

## Distribution
- Sally Field : Amy Post
- Tommy Lee Jones : Elmore Pratt
- David Keith : Mason
- Michael V. Gazzo : Tazio
- Barbara Babcock : Ricky's mom
- Miriam Colon : Angel
- Alex Colon : Enrique
- M. Emmet Walsh : Arthur
- Dan Shor : Spivey
- Lee de Broux : "Red"
- Ralph Seymour : Gosler
- Royce D. Applegate : The Father
- John Dennis Johnston : Gilly
- John M. Jackson : Merle
- Woody Watson : Larry
- Bruce M. Fischer : Ezra
- Don "Red" Barry : Pete
- Brian Frishman : Bleitz
- Diane Summerfield : Liz
- Henry Slate : Grover
- Matthew Campion : Stromberg
- Tony Ganios : Bartini
- Arthur Pugh : Taper
- Gerry Okuneff : Oren
- Louie Nicholas : Burt
- Cherie Brantley : Ellen
- James Michael Bailey : Billy
- Fred Baldwin : Gordy
- Billy Holliday : Isaac
- Barbara Thompson : Florence ("Flo")
- Buddy Thompson : Peter
- Phil Gordon : Caleb
- Richard Charles Boyle : Ernest
- Sherrie Whitman : Maralyn
- Lupita Cornejo : Cory
- Bob Hannah : Vernon
- Eliott Keener : Willis
- David Dahlgren : Mel
- John Wilmot : Ed
- Jack E. Shadix : Orville
- Joe Ford : Max
- Duke Alexander : Charlie
- Nell Carter : Waitress
- Billy Jayne : Boy Thief
- Eric Laneuville : Pinball Wizard
- Mike Barton : Police Officer
- Lee McLaughlin : Deputy